# Le docteur résout l'énigme
Le docteur résout l'énigme (titre original : The Doctor's Case) est une nouvelle de Stephen King parue en 1993 dans le recueil Rêves et Cauchemars, mais ayant été publiée pour la première fois en 1987 dans l'anthologie The New Adventures of Sherlock Holmes.

## Résumé
Le docteur Watson, fidèle assistant de Sherlock Holmes, raconte la seule enquête qu'il a résolue avant le célèbre détective.

## Genèse
Cette nouvelle a été écrite par Stephen King pour une anthologie de nouvelles pastichant les enquêtes de Sherlock Holmes intitulée The New Adventures of Sherlock Holmes et éditée en 1987 par Martin H. Greenberg et Carol-Lynn Rössel Waugh.

## Adaptation
La nouvelle est adaptée au cinéma en 2018, avec un budget très modeste, par les réalisateurs canadiens James Douglas et Leonard Pearl. William B. Davis y tient le rôle d'un docteur Watson âgé narrant l'histoire.